# Saison 2011 de l'équipe cycliste Leopard-Trek
La saison 2011 de l'équipe cycliste Leopard-Trek est la première de l'équipe. Elle débute en janvier sur le Tour Down Under et se termine en octobre sur la Japan Cup. Au cours de cette saison, l'équipe réalise une solide campagne de classique. Sur les classiques dites « Monuments », elle comptabilise une seule victoire, mais ses coureurs réalisent la performance rare de terminer sur le podium de chacune des cinq courses (6 podiums au total). 
En tant qu'équipe ProTour, l'équipe participe à l'ensemble du calendrier de l'UCI World Tour. 

## Préparation de la saison 2011

### Arrivées et départs
L'équipe disputant sa première saison, l'ensemble des coureurs est arrivé en début de saison en provenance d'autres équipes.

## Déroulement de la saison
L'équipe participe à sa première course à partir du 18 janvier en Australie au Tour Down Under. Après un début de saison encourageant grâce notamment au sprinteur italien Daniele Bennati auteur de nombreuses places d'honneur sur les Tours du Qatar et d'Oman entre autres, l'équipe remporte sa première victoire sur Le Samyn début mars grâce à l'Allemand Dominic Klemme. L'équipe participe ensuite à la première course course majeure de la saison, Paris-Nice, avec Fränk Schleck et Maxime Monfort comme leaders et une place dans les dix premiers du classement général comme objectif. Le Belge remplit l'objectif de l'équipe en terminant 10e du classement général à 2 min 26 s de l'Allemand Tony Martin. Lors de Tirreno-Adriatico, Fabian Cancellara gagne la septième étape qui était un contre-la-montre et remporte la première victoire de l'équipe sur le World Tour. Il obtient également le premier podium de l'équipe sur une grande classique en terminant deuxième de Milan-San Remo quatre jours plus tard derrière Matthew Goss. Fin mars, le Luxembourgeois Fränk Schleck remporte la 1re étape et le classement général du Critérium international en Corse.

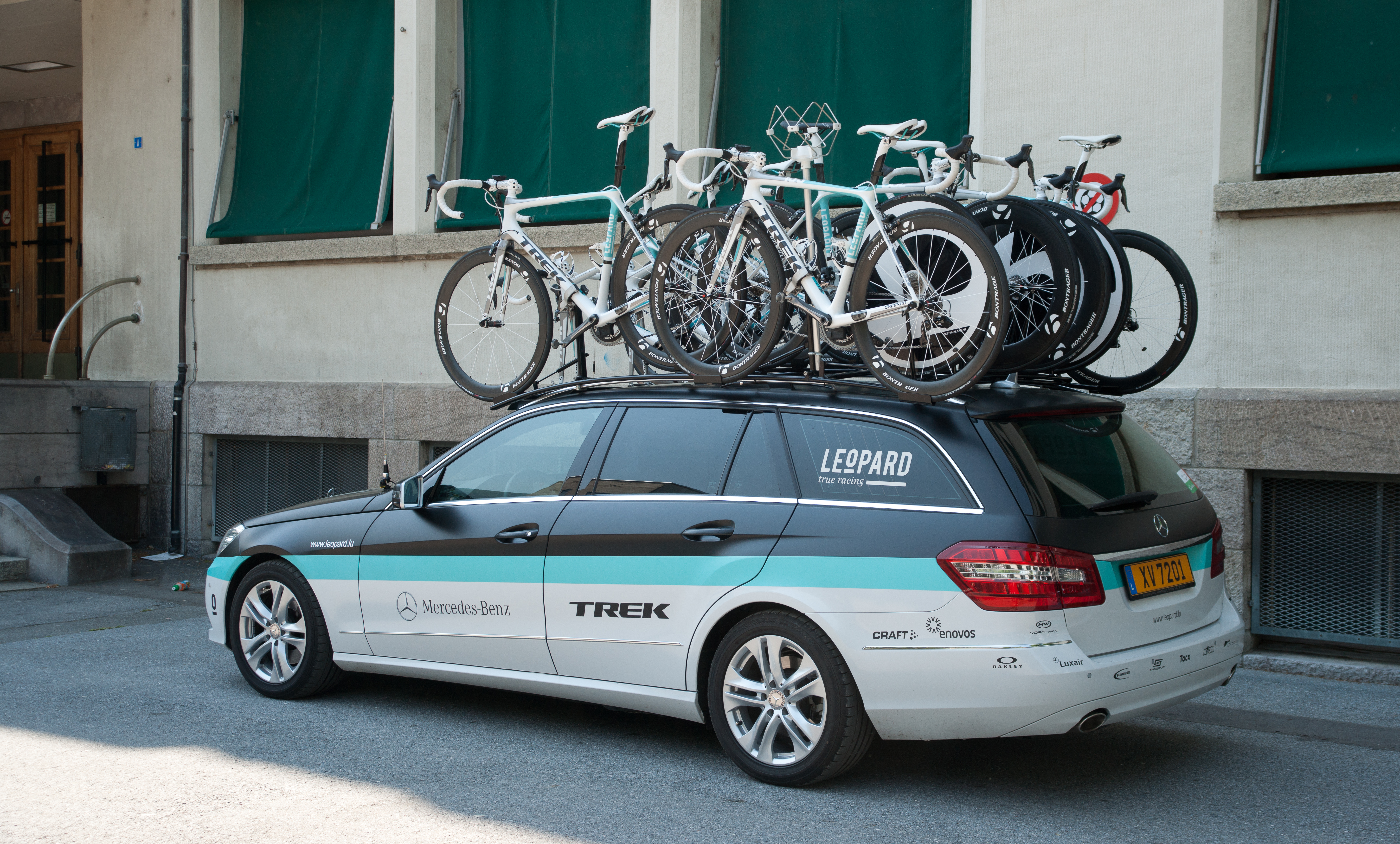
Une voiture de l'équipe au prologue du Tour de Romandie 2011.

L'équipe commence bien la campagne des classiques flandriennes avec une victoire du Suisse Fabian Cancellara au Grand Prix E3 en Belgique malgré des problèmes mécaniques durant la fin de course (deux crevaisons puis un blocage de dérailleur). Le lendemain, Daniele Bennati finit 2e de la classique belge Gand-Wevelgem. Elle prend part ensuite aux deux classiques majeures du début du mois d'avril avec Fabian Cancellara comme archi-favori pour ces courses. Le Suisse finit 3e du Tour des Flandres battu au sprint par Nick Nuyens et Sylvain Chavanel et 2e de Paris-Roubaix en réglant un petit groupe 19s derrière le vainqueur Johan Vansummeren. Il devient à cette occasion leader de l'UCI World Tour. 
La deuxième partie des classiques printanières avec les ardennaises commence avec l'Amstel Gold Race où l'équipe possède plusieurs coureurs pour la victoire (Cancellera, Fränk et Andy Schleck, Wegmann et Monfort). Le Luxembourgeois Andy Schleck attaque dans le final de la classique néerlandaise mais est repris dans la montée finale du Cauberg. Jakob Fuglsang finit quatrième de la course. Lors de la deuxième classique, la Flèche wallonne, l'équipe roule derrière l'échappée matinale pour placer ses leaders sur orbite mais Fränk Schleck termine 7e en haut du Mur de Huy. Lors de la dernière classique, Liège-Bastogne-Liège, les frères Schleck provoquent la sélection dans la côte de la Roche-aux-faucons et s'isolent avec le belge Philippe Gilbert. Ils attaquent à tour de rôle dans la côte de Saint-Nicolas mais sans succès. Ils sont battus au sprint par Gilbert, Fränk finit 2e devant son frère Andy. À cette occasion, l'équipe prend la tête au classement de l'UCI World Tour.

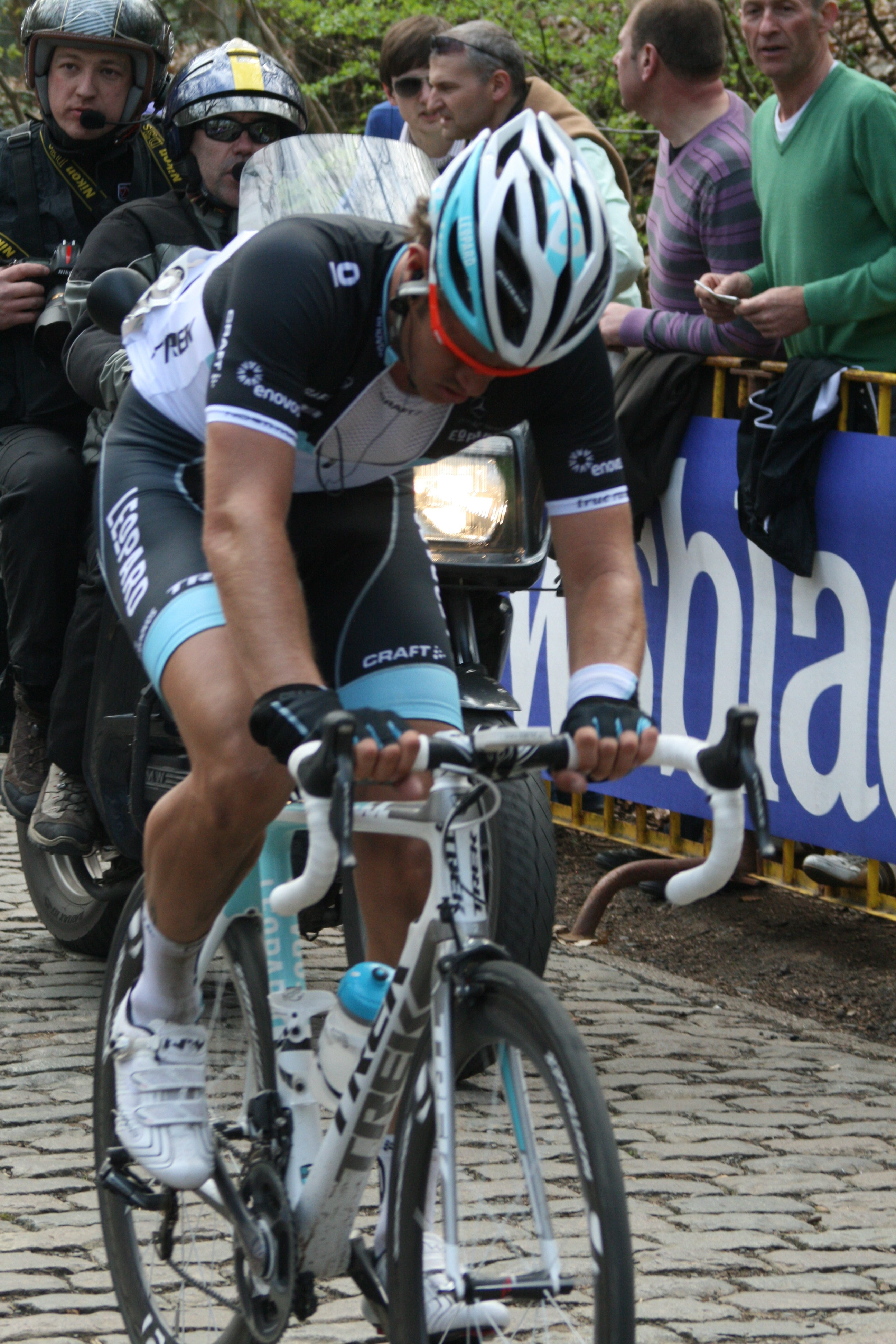
Wouter Weylandt décède lors de la 3e étape du Tour d'Italie

La période des classiques printanières terminée, le Team Leopard-Trek commence la période des courses par étapes avec le Tour de Romandie que l'Allemand Linus Gerdemann termine 11e. L'équipe participe ensuite au premier Grand Tour de la saison, le Tour d'Italie avec une équipe sans grand leader et vise une victoire d'étape. Malheureusement, le 9 mai 2011, lors de la 3e étape, le sprinteur belge Wouter Weylandt chute très lourdement dans la descente du Passo del Bocco, sa pédale ayant accroché le pavé sur le bord de la route, et meurt des suites de ses blessures. Le lendemain, la 4e étape est neutralisée et les huit coureurs de l'équipe passent en tête la ligne d'arrivée à Livourne. Ils ne continuent pas la course et annoncent qu'ils se retirent avant le départ de la 5e étape.
L'équipe participe alors au Tour de Californie. Andy Schleck commence sa préparation pour le Tour de France et termine notamment second de la quatrième étape derrière l'Américain Christopher Horner. Le Luxembourgeois termine huitième du classement général final. Le jeune sprinteur néo-pro italien Giacomo Nizzolo remporte sa première victoire professionnelle à l'occasion de la 5e étape du Tour de Bavière. Le Team Leopard-Trek participe ensuite à son tour national avec entre autres Fränk Schleck, Jakob Fuglsang et Maxime Monfort. Le Suisse Fabian Cancellara remporte le prologue devant le Français Damien Gaudin. Deux jours plus tard, l'Allemand Linus Gerdemann remporte la 2e étape en solitaire et prend la tête du classement général qu'il remporte au terme de la 4e étape à Luxembourg. Sur le Tour de Suisse, Fabian Cancellara remporte le prologue puis le contre-la-montre final à Schaffhouse. Au classement final, l'équipe place trois coureurs dans le top 10 (Jakob Fuglsang 4e, Fränk Schleck 7e et Maxime Monfort 10e), tandis qu'Andy Schleck remporte le classement de la montagne et l'équipe le classement par équipes.
Le 23 juin, Leopard-Trek annonce l'équipe complète qui participera au Tour de France. On retrouve Fränk et Andy Schleck, Fabian Cancellara, Jakob Fuglsang, Stuart O'Grady, Maxime Monfort, Linus Gerdemann, Jens Voigt et Joost Posthuma. Lors des championnats nationaux disputés une semaine avant le départ du Tour de France, le Team Leopard-trek remporte trois titres en Suisse (Fabian Cancellara), en Allemagne (Robert Wagner) et au Luxembourg (Fränk Schleck).
Sur le Tour de France, Andy Schleck remporte la 18e étape en solitaire au col du Galibier, après 60 kilomètres d'échappée. Il s'empare du maillot jaune le lendemain à de l'Alpe d'Huez, puis le cède à Cadel Evans à l'issue de l'avant-dernière étape, disputée en contre-la-montre à Grenoble. Evans remporte le Tour avec 1 minute et 34 secondes d'avance sur Andy Schleck, et 2 min 30 sur Fränk Schleck. À cette occasion, l'équipe prend la tête au classement de l'UCI World Tour.
Entre le Tour de France et le Tour d'Espagne, l'équipe remporte trois victoires d'étapes avec Daniele Bennati sur le Tour d'Autriche et le Tour de Wallonie et Jakob Fuglsang sur le Tour du Danemark. Le jeune Italien Giacomo Nizzolo termine cinquième du Grand Prix de Plouay fin août.
Sur le troisième grand tour de la saison, la Vuelta, l'équipe commence par remporter le contre-la-montre par équipe inaugural et permettant ainsi au Danois Jakob Fuglsang de revêtir le maillot rouge de leader. Le lendemain, Daniele Bennati prend les rênes du classement général mais le cède lors de la 3e étape. L'italien remporte la 20e étape au sprint devant ses compatriotes Enrico Gasparotto (Astana) et Damiano Caruso (Liquigas-Cannondale). Au classement général final, Maxime Monfort se place sixième du classement général et Jakob Fuglsang onzième. L'équipe termine également deuxième au classement par équipes.
Le 5 septembre l'équipe annonce une fusion avec l'équipe américaine Team RadioShack et sera sponsorisée pour l'année 2012 par les sponsors de cette équipe. Avec cette fusion, Johan Bruyneel devient manager général et Brian Nygaard quitte le projet et rejoint l'équipe GreenEDGE.
La saison se termine avec deux victoires en octobre, celle du stagiaire allemand Rüdiger Selig et surtout celle du Suisse Oliver Zaugg sur la dernière classique de la saison, le Tour de Lombardie. Il l'emporte en attaquant dans la dernière ascension du jour et n'est plus rejoint par ses poursuivants Daniel Martin (Garmin-Cervélo, 2e) et Joaquim Rodríguez (Katusha, 3e).

## Coureurs et encadrement technique

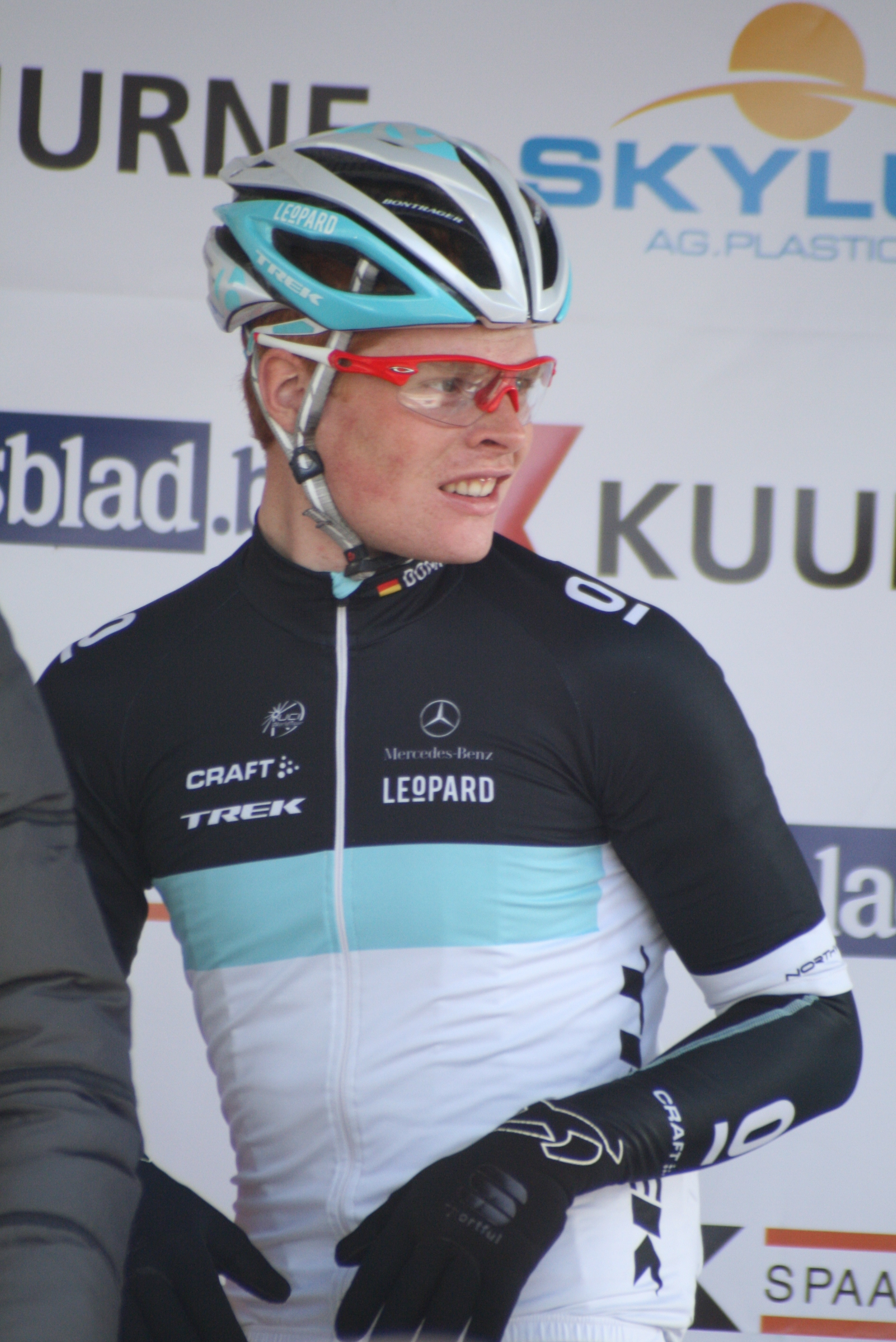
Dominic Klemme, lors de Kuurne-Bruxelles-Kuurne.

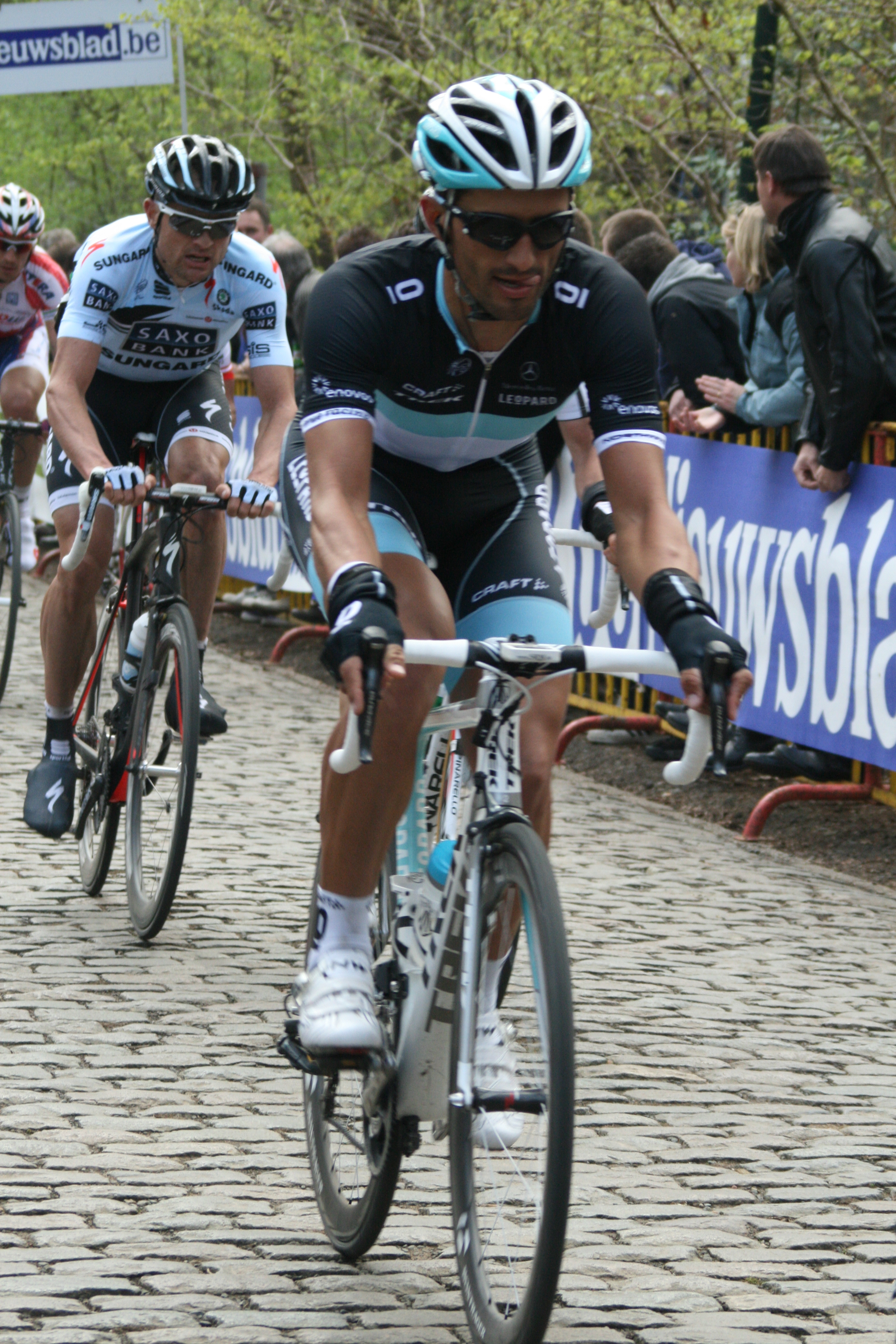
Daniele Bennati au mont Kemmel lors de Gand-Wevelgem.

### Effectif
| Effectif 2011                             | Effectif 2011     | Effectif 2011 | Effectif 2011                     |
| Cycliste                                  | Date de naissance | Pays          | Équipe précédente                 |
| ----------------------------------------- | ----------------- | ------------- | --------------------------------- |
| Daniele Bennati                           | 24 septembre 1980 | Italie        | Liquigas-Doimo (2010)             |
| Fabian Cancellara                         | 18 mars 1981      | Suisse        | Saxo Bank (2010)                  |
| William Clarke                            | 11 avril 1985     | Australie     | Genesys Wealth Advisers (2010)    |
| Stefan Denifl (1 janv.–1 janv.)           | 22 septembre 1987 | Autriche      | Cervélo TestTeam (2010)           |
| Brice Feillu                              | 26 juillet 1985   | France        | Vacansoleil (2010)                |
| Jakob Fuglsang                            | 22 mars 1985      | Danemark      | Saxo Bank (2010)                  |
| Linus Gerdemann                           | 16 septembre 1982 | Allemagne     | Team Milram (2010)                |
| Dominic Klemme                            | 31 octobre 1986   | Allemagne     | Saxo Bank (2010)                  |
| Anders Lund                               | 14 février 1985   | Danemark      | Saxo Bank (2010)                  |
| Maxime Monfort                            | 14 janvier 1983   | Belgique      | HTC-Columbia (2010)               |
| Martin Mortensen                          | 5 novembre 1984   | Danemark      | Vacansoleil (2010)                |
| Giacomo Nizzolo                           | 30 janvier 1989   | Italie        | Trevigiani Dynamon Bottoli (2010) |
| Stuart O'Grady                            | 6 août 1973       | Australie     | Saxo Bank (2010)                  |
| Martin Pedersen                           | 15 avril 1983     | Danemark      | Footon-Servetto (2010)            |
| Bruno Pires                               | 15 mai 1981       | Portugal      | Barbot-Siper (2010)               |
| Joost Posthuma                            | 8 mars 1981       | Pays-Bas      | Rabobank (2010)                   |
| Thomas Rohregger                          | 23 décembre 1982  | Autriche      | Team Milram (2010)                |
| Andy Schleck                              | 10 juin 1985      | Luxembourg    | Saxo Bank (2010)                  |
| Fränk Schleck                             | 15 avril 1980     | Luxembourg    | Saxo Bank (2010)                  |
| Tom Stamsnijder                           | 15 mai 1985       | Pays-Bas      | Rabobank (2010)                   |
| Davide Viganò                             | 12 juin 1984      | Italie        | Team Sky (2010)                   |
| Jens Voigt                                | 17 septembre 1971 | Allemagne     | Saxo Bank (2010)                  |
| Robert Wagner                             | 17 avril 1983     | Allemagne     | Skil-Shimano (2010)               |
| Fabian Wegmann                            | 20 juin 1980      | Allemagne     | Team Milram (2010)                |
| Wouter Weylandt                           | 27 septembre 1984 | Belgique      | Quick Step (2010)                 |
| Oliver Zaugg                              | 9 mai 1981        | Suisse        | Liquigas-Doimo (2010)             |
| Rüdiger Selig (1 août–31 déc., stagiaire) | 19 février 1989   | Allemagne     |                                   |
|                                           |                   |               |                                   |
| Source : ProCyclingStats                  |                   |               |                                   |

## Bilan de la saison

### Victoires
| Victoires | Victoires                                            | Victoires  | Victoires | Victoires         | Victoires |
| Date      | Course                                               | Pays       | Classe    | Vainqueur         |           |
| --------- | ---------------------------------------------------- | ---------- | --------- | ----------------- | --------- |
| 2 mars    | Samyn Classic                                        | Belgique   | 1.1       | Dominic Klemme    |           |
| 15 mars   | 7e étape, Tirreno-Adriatico                          | Italie     | 2.UWT     | Fabian Cancellara |           |
| 26 mars   | 1re étape, Critérium international                   | France     | 2.HC      | Fränk Schleck     |           |
| 26 mars   | E3 Saxo Bank Classic                                 | Belgique   | 1.HC      | Fabian Cancellara |           |
| 27 mars   | Classement général, Critérium international          | France     | 2.HC      | Fränk Schleck     |           |
| 5 avr.    | 1re étape du Circuit de la Sarthe - Pays de la Loire | France     | 2.1       | Daniele Bennati   |           |
| 6 avr.    | 3e étape du Circuit de la Sarthe - Pays de la Loire  | France     | 2.1       | Daniele Bennati   |           |
| 8 avr.    | 5e étape du Circuit de la Sarthe - Pays de la Loire  | France     | 2.1       | Daniele Bennati   |           |
| 29 mai    | 5e étape du Tour de Bavière                          | Allemagne  | 2.HC      | Giacomo Nizzolo   |           |
| 1 juin    | Prologue du Tour de Luxembourg                       | Luxembourg | 2.HC      | Fabian Cancellara |           |
| 3 juin    | 2e étape du Tour de Luxembourg                       | Luxembourg | 2.HC      | Linus Gerdemann   |           |
| 5 juin    | Classement général, Tour de Luxembourg               | Luxembourg | 2.HC      | Linus Gerdemann   |           |
| 11 juin   | 1re étape du Tour de Suisse                          | Suisse     | 2.UWT     | Fabian Cancellara |           |
| 19 juin   | 9e étape du Tour de Suisse                           | Suisse     | 2.UWT     | Fabian Cancellara |           |
| 26 juin   | Championnat de Suisse de cyclisme sur route          | Suisse     | CN        | Fabian Cancellara |           |
| 26 juin   | Championnat du Luxembourg de cyclisme sur route      | Luxembourg | CN        | Fränk Schleck     |           |
| 26 juin   | Championnat d'Allemagne sur route                    | Allemagne  | CN        | Robert Wagner     |           |
| 10 juill. | 8e étape du Tour d'Autriche                          | Autriche   | 2.HC      | Daniele Bennati   |           |
| 21 juill. | 18e étape du Tour de France                          | France     | 2.UWT     | Andy Schleck      |           |
| 25 juill. | 3e étape du Tour de Wallonie                         | Belgique   | 2.HC      | Daniele Bennati   |           |
| 5 août    | 3e étape du Tour du Danemark                         | Danemark   | 2.HC      | Jakob Fuglsang    |           |
| 20 août   | 1re étape du Tour d'Espagne                          | Espagne    | 2.UWT     | Leopard-Trek      |           |
| 10 sept.  | 20e étape du Tour d'Espagne                          | Espagne    | 2.UWT     | Daniele Bennati   |           |
| 4 oct.    | Binche-Tournai-Binche                                | Belgique   | 1.1       | Rüdiger Selig     |           |
| 15 oct.   | Tour de Lombardie                                    | Italie     | 1.UWT     | Oliver Zaugg      |           |

### Résultats sur les courses majeures
Les tableaux suivants représentent les résultats de l'équipe dans les principales courses du calendrier international (les cinq classiques majeures et les trois grands tours). Pour chaque épreuve est indiqué le meilleur coureur de l'équipe, son classement ainsi que les accessits glanés par Leopard-Trek sur les courses de trois semaines.

#### Classiques
| Classique            | Milan-San Remo         | Tour des Flandres      | Paris-Roubaix          | Liège-Bastogne-Liège | Tour de Lombardie  |
| -------------------- | ---------------------- | ---------------------- | ---------------------- | -------------------- | ------------------ |
| Coureur (classement) | Fabian Cancellara (2e) | Fabian Cancellara (3e) | Fabian Cancellara (2e) | Fränk Schleck (2e)   | Oliver Zaugg (1er) |

#### Grands tours
| Grand tour           | Tour d'Italie        | Tour de France                    | Tour d'Espagne                                                         |
| -------------------- | -------------------- | --------------------------------- | ---------------------------------------------------------------------- |
| Coureur (classement) | Aucun coureur classé | Andy Schleck (2e)                 | Maxime Monfort (6e)                                                    |
| Accessits            | -                    | 1 victoire d'étape (Andy Schleck) | 2 victoires d'étapes (contre-la-montre par équipes et Daniele Bennati) |

### Classement UCI
L'équipe Leopard-Trek termine à la troisième place du World Tour avec 1 024 points. Ce total est obtenu par l'addition des points des cinq meilleurs coureurs de l'équipe au classement individuel que sont Fränk Schleck, 10e avec 284 points, Fabian Cancellara, 12e avec 252 points, Andy Schleck, 13e avec 252 points, Jakob Fuglsang, 31e avec 136 points, et Oliver Zaugg, 45e avec 100 points,.
| Rang | Coureur           | Points |
| ---- | ----------------- | ------ |
| 10   | Fränk Schleck     | 284    |
| 12   | Fabian Cancellara | 252    |
| 13   | Andy Schleck      | 252    |
| 31   | Jakob Fuglsang    | 136    |
| 45   | Oliver Zaugg      | 100    |
| 50   | Daniele Bennati   | 94     |
| 61   | Maxime Monfort    | 78     |
| 91   | Fabian Wegmann    | 43     |
| 98   | Giacomo Nizzolo   | 35     |
| 106  | Stefan Denifl     | 30     |
| 169  | Linus Gerdemann   | 5      |
| 177  | Stuart O'Grady    | 4      |
| 180  | Davide Viganò     | 4      |